# Badjie
Badjie  (ou Baje, Badje, Dadjie) est une localité du Cameroun située dans le département du Manyu et la Région du Sud-Ouest, à proximité de la frontière avec le Nigeria. Elle fait partie de la commune d'Akwaya et du canton de Boki.

## Population
La localité comptait 22 habitants en 1953, puis 44 en 1967, des Boki.
Lors du recensement de 2005, on y a dénombré 329 personnes.